# Alphabet grec
L'alphabet grec est un alphabet bicaméral de vingt-quatre lettres, principalement utilisé pour écrire la langue grecque depuis la fin du IXe ou le début du VIIIe siècle av. J.-C. C'est le premier et le plus ancien alphabet, dans l'acception la plus réduite de ce mot, car il note chaque voyelle et consonne avec un graphème séparé. Le grec moderne utilise encore cet alphabet de nos jours. Par le passé, les lettres ont servi également pour la numération grecque, depuis le IIe siècle av. J.-C., mais les chiffres arabes tendent à les remplacer en Grèce. D'abord uniquement écrit en capitales, l'alphabet grec s'est progressivement doté de minuscules[réf. nécessaire] et de diacritiques.
L'alphabet grec descend du système d'écriture phénicien. Il n'a aucun lien avec le linéaire B ou le syllabaire chypriote, utilisés avant lui pour écrire ce qui était alors le grec. Cet alphabet en a engendré de nombreux autres en Europe et au Moyen-Orient, et notamment l'alphabet latin, via l'alphabet étrusque. En plus de servir à l'écriture du grec moderne, les lettres de l'alphabet grec s'utilisent comme symboles en sciences, noms de particules en physique, noms d'étoiles, noms de fraternités, noms de cyclones surnuméraires, etc.

## Histoire

### Naissance

Exemple d'utilisation de l'alphabet grec : le début de lIliade.

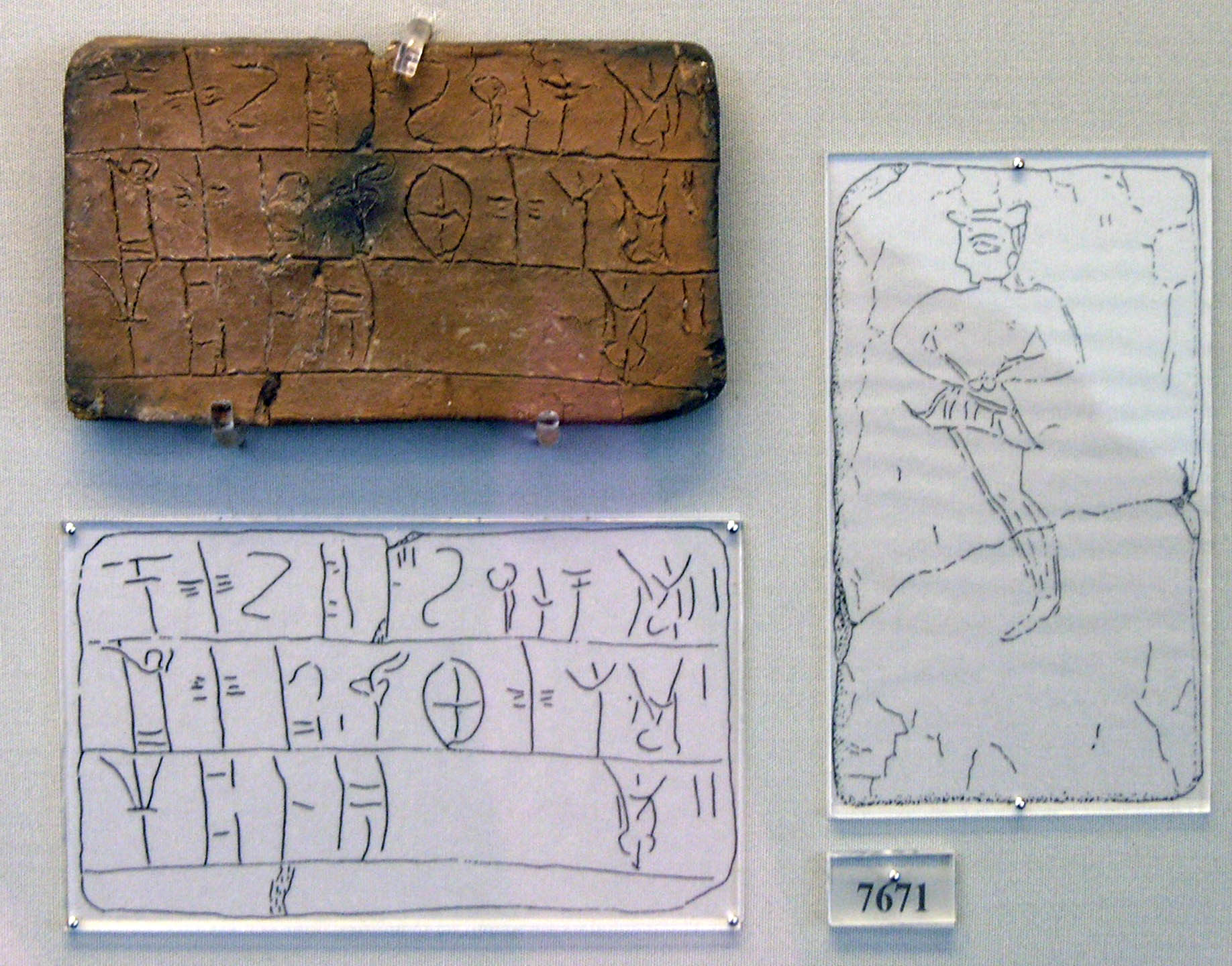
Tablette écrite en linéaire B (Musée national archéologique d'Athènes).

L'alphabet grec a émergé des siècles après la chute de la civilisation mycénienne (XVIe au XIIe siècle av. J.-C.), et l'abandon subséquent de son écriture, le linéaire B, avec lequel il n'a pas de lien direct. L'alphabet grec apparaît après les « siècles obscurs » (XIIe au VIIIe siècle av. J.-C.), la période entre la chute des Mycéniens et le début de l'époque archaïque. On considère que l'alphabet a été créé au début du VIIIe siècle av. J.-C. et qu'il s'est diffusé vers 650 av. J-C. dans la plupart des régions de Grèce.
Le plus important changement qu'apporte ce nouvel alphabet par rapport à l'ancien système vient du fait qu'il adapte l'alphabet phénicien : il introduit l'écriture des voyelles, sans lesquelles le grec serait illisible. Les voyelles n'étaient pas transcrites à l'origine dans les alphabets sémitiques : dans les premières familles d'écriture sémitiques occidentales (phénicien, hébreu, moabite, etc.), un graphème représente toujours une consonne, en association avec une voyelle non spécifiée ou aucune voyelle : les langues sémitiques fonctionnent principalement avec des racines de trois consonnes, les voyelles se déduisent sans difficulté du contexte. Le grec, en revanche, est une langue indo-européenne et donc, les voyelles peuvent permettre de différencier deux mots.
L'alphabet grec a donc adapté l'alphabet phénicien et divisé ses lettres en deux catégories, les consonnes et les voyelles, et les consonnes doivent toujours être accompagnées d'une voyelle pour rendre possible la prononciation des syllabes.

### Voyelles adaptées de consonnes phéniciennes
Les voyelles d'origine sont « Α » (alpha), « Ε » (epsilon), « Ι » (iota), « Ο » (omicron) et « Υ » (upsilon). Puisque l'écriture phénicienne ne notait pas les voyelles, celles-ci sont adaptées de consonnes phéniciennes qui étaient superflues en grec :
- «  » (aleph), qui en phénicien représentait le phonème [ʔ] (le coup de glotte), a donné « Α » (alpha) qui représente [a] ;
- «  » (he), qui représentait [h], est devenu « E » (epsilon) qui en grec ancien représente [e] ;
- «  » (yod), qui représentait le son [j], est devenu « Ι » (iota) qui représente [i] ;
- «  » (ayin), qui représentait le son [ʕ], est devenu « Ο » (omicron) qui représente [o] ;
- «  » (waw), qui représentait [w], est devenu « Υ » (upsilon) qui représente [y].

Dans les dialectes grecs du groupe oriental, qui n'utilisent pas l'aspiration, la lettre « Η » (êta), empruntée à la consonne sémitique « ח » (het), a été utilisée pour noter la voyelle longue [ɛ] ; plus tard, la lettre « Ω » (oméga) a été introduite pour le son [ɔ].

### Nouvelles consonnes
Le grec a également introduit trois nouvelles consonnes : « Φ » (phi), « Χ » (chi) et « Ψ » (psi), ajoutées à la fin de l'alphabet à mesure de leur développement. Ces consonnes ont compensé l'absence d'une aspiration comparable en phénicien. Dans le groupe occidental, le chi a été utilisé pour le son [ks], et le psi pour le son [kʰ]. L'origine de ces lettres est discutée.

### Évolution ultérieure
La lettre san (Ϻ) a été utilisée en concurrence avec le sigma pour le son [s], et à l'époque classique le sigma a été préféré au san, qui a disparu. Le digamma (Ϝ), appelé à l'origine ϝαῦ / waũ, et le koppa (Ϙ) ont été également abandonnés par la suite. Le digamma en effet ne servait que pour les dialectes du groupe occidental, et le koppa n'avait pas une grande utilité. Ces caractères ont toutefois survécu en numération ionienne, chaque lettre correspondant à une valeur numérique. De la même manière, le sampi (Ϡ), qui est apparemment un glyphe rare d'Ionie, a été introduit dans la numération, avec pour valeur 900.

### Alphabet non unifié

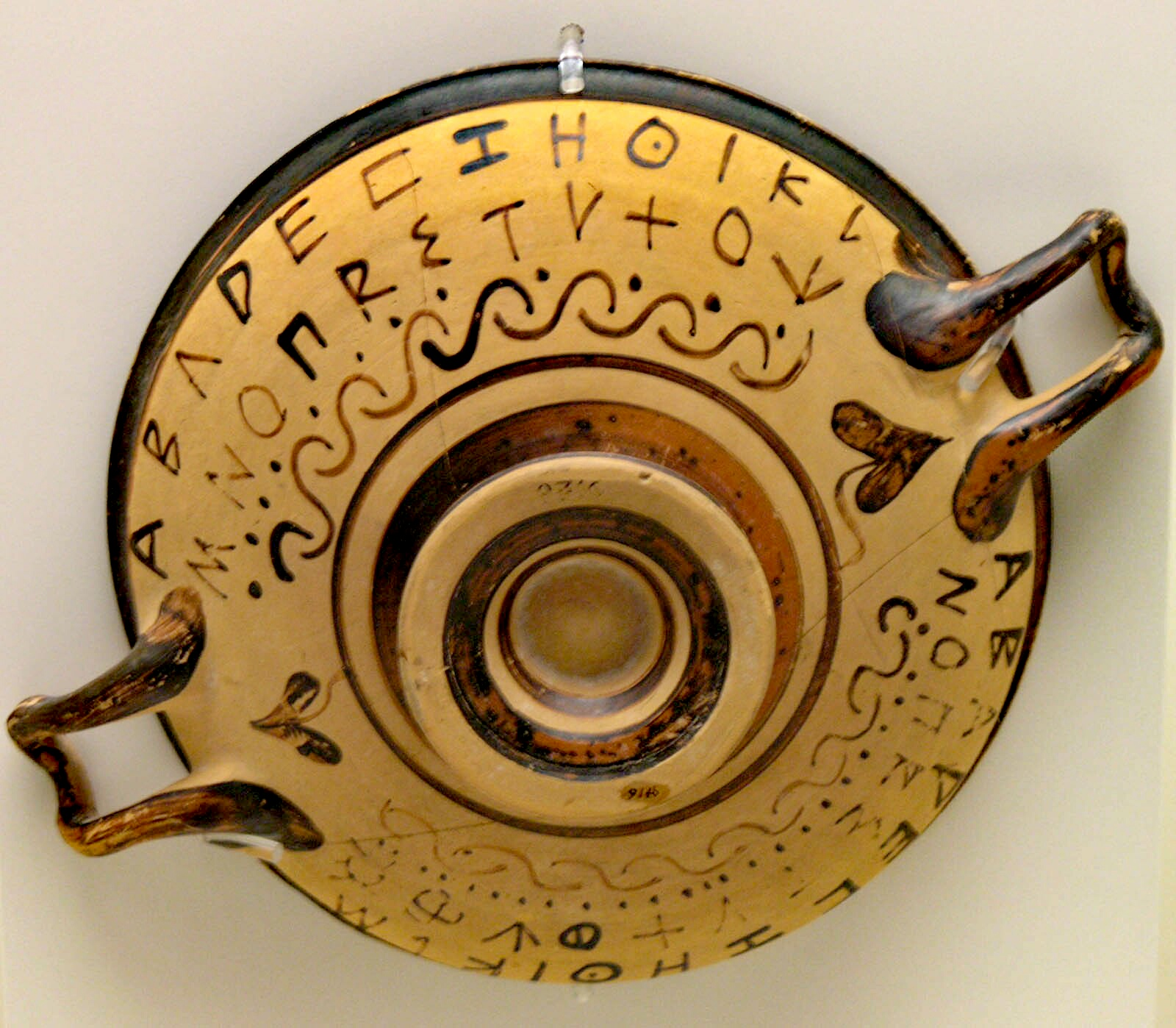
Un alphabet grec archaïque sur une poterie (Musée national archéologique d'Athènes).

Au départ, il existe plusieurs variantes de « l'alphabet grec », les plus importantes étant l'alphabet grec occidental et l'alphabet oriental ionien. Ce dernier finira par s'imposer. L'alphabet occidental a donné naissance à l'ancien alphabet italique et donc à l'alphabet latin alors que l'oriental a donné l'alphabet grec actuel. Athènes a utilisé d'abord un alphabet attique dans ses documents officiels, qui comporte toutes les lettres d'alpha à upsilon, et qui utilise l'êta pour marquer l'aspiration plutôt que pour donner le [ɛ]. En 403, Athènes a adopté l'alphabet ionien, et peu après les différentes variantes ont disparu.
À l'époque, le grec est écrit de gauche à droite, mais, à l'origine, il a été écrit de droite à gauche ou même dans les deux sens alternativement, ce que l'on appelle un « boustrophédon » en français, avec une alternance de direction à chaque nouvelle ligne.

### Apparition des diacritiques et des minuscules
Dans la période hellénistique, Aristophane de Byzance a commencé à accentuer les lettres grecques, pour en faciliter la prononciation. Durant le Moyen Âge, l'écriture de l'alphabet grec connaît des changements analogues à ceux qui affectent l'alphabet latin à la même époque : les anciens dessins sont conservés comme écriture monumentale, et l'onciale et la minuscule finissent par s'imposer. La lettre sigma (σ) est écrite « ς » à la fin des mots, de la même manière que l'alphabet latin utilise le « S long » (dessiné « ſ ») en début ou milieu de mot, et un S final (dessiné « s ») en fin de mot.

### Nom des lettres
Chaque lettre de l'alphabet phénicien est nommée par un mot débutant par le son représenté par cette lettre. Ainsi, ʾaleph, qui signifie « taureau », donne son nom à la première lettre de l'alphabet, « 𐤀 », bet (« maison »), qui commence par 𐤁, donne son nom à cette lettre, et ainsi de suite. Les Grecs, en adoptant ces lettres, ont maintenu le nom phénicien des lettres, ou l'ont un peu modifié : ʾaleph est devenu álpha, bet, bễta, gimel, gámma, etc. Ces noms empruntés n'ont aucun sens en grec. En revanche, certains signes ajoutés ou modifiés par les Grecs ont un nom qui a du sens : ò mikrón veut dire « petit O », et ỗ méga veut dire « grand O ». De la même manière, è psilón veut dire « e pincé ».

## Lettres classiques

### Graphies courantes
Ci-dessous se trouve un tableau donnant une liste des principales lettres grecques, augmentée de leur romanisation, des lettres phéniciennes dont les grecques sont dérivées. La transcription phonétique utilise l'alphabet phonétique international. La prononciation indiquée pour le grec ancien est une prononciation restituée, dite « érasmienne ». Elle est partiellement fautive, et son usage est surtout scolaire. Elle s'efforce d'indiquer la prononciation de la lettre en attique à la fin du Ve et au début du IVe siècle av. J.-C.
| No | Lettre capitale | Lettre minuscule | Nom         | Nom                         | Nom          | Nom                       | Nom                     | Translittération                                  | Phonème principal | Phonème principal | Lettre phénicienne |
| No | Lettre capitale | Lettre minuscule | Grec ancien | Grec médiéval (polytonique) | Grec moderne | Français (grec classique) | Français (grec moderne) | Translittération                                  | Grec ancien       | Grec moderne      | Lettre phénicienne |
| 1  | Α               | α                | ἄλφα        | ἄλφα                        | άλφα         | alpha                     | alfa                    | a                                                 | [a]               | [a]               | (ʾāleph)           |
| 2  | Β               | β (var. ϐ)       | βῆτα        | βῆτα                        | βήτα         | bêta                      | vita                    | b (classique) ; v (moderne)                       | [b]               | [v]               | (bēth)             |
| 3  | Γ               | γ                | γάμμα       | γάμμα                       | γάμμα γάμα   | gamma                     | gama                    | g                                                 | [g]               | [ɣ], [ʝ]          | (gīmel)            |
| 4  | Δ               | δ                | δέλτα       | δέλτα                       | δέλτα        | delta                     | delta                   | d ; parfois dh (moderne)                          | [d]               | [ð]               | (dāleth)           |
| 5  | Ε               | ε                | εἶ          | ἒ ψιλόν                     | έψιλον       | epsilon                   | epsilon                 | e                                                 | [e]               | [ɛ]               | (hē)               |
| 6  | Ζ               | ζ                | ζῆτα        | ζῆτα                        | ζήτα         | zêta                      | zita                    | z                                                 | [d͡z]              | [z]               | (zayin)            |
| 7  | Η               | η                | ἦτα         | ἦτα                         | ήτα          | êta                       | ita                     | ê (classique) ; i (moderne)                       | [ɛː]              | [i]               | (ḥēth)             |
| 8  | Θ               | θ                | θῆτα        | θῆτα                        | θήτα         | thêta                     | thita                   | th                                                | [tʰ]              | [θ]               | (ṭēth)             |
| 9  | Ι               | ι                | ἰῶτα        | ἰῶτα                        | ιώτα γιώτα   | iota                      | iota                    | i                                                 | [i]               | [i]               | (yōdh)             |
| 10 | Κ               | κ                | κάππα       | κάππα                       | κάππα κάπα   | kappa                     | kapa                    | k                                                 | [k]               | [k]               | (kaph)             |
| 11 | Λ               | λ                | λάϐδα       | λάμϐδα                      | λάμδα λάμβδα | lambda                    | lamda                   | l                                                 | [l]               | [l]               | (lāmedh)           |
| 12 | Μ               | μ                | μῦ          | μῦ                          | μι μυ        | mu                        | mi                      | m                                                 | [m]               | [m]               | (mēm)              |
| 13 | Ν               | ν                | νῦ          | νῦ                          | νι νυ        | nu                        | ni                      | n                                                 | [n]               | [n]               | (nun)              |
| 14 | Ξ               | ξ                | ξεῖ         | ξῖ                          | ξι           | ksi/xi                    | xi                      | ks, x                                             | [ks]              | [ks]              | (sāmekh)           |
| 15 | Ο               | ο                | οὖ          | ὂ μικρόν                    | όμικρον      | omicron                   | omikron                 | o                                                 | [o]               | [ɔ]               | (ʿayin)            |
| 16 | Π               | π                | πεῖ         | πῖ                          | πι           | pi                        | pi                      | p                                                 | [p]               | [p]               | (pē)               |
| 17 | Ρ               | ρ                | ῥῶ          | ῥῶ                          | ρω           | rhô                       | ro                      | r                                                 | [r]               | [ɾ]               | (rēš)              |
| 18 | Σ               | σ (var. ς)       | σῖγμα       | σῖγμα                       | σίγμα        | sigma                     | sigma                   | s                                                 | [s]               | [s]               | (šin)              |
| 19 | Τ               | τ                | ταῦ         | ταῦ                         | ταυ          | tau                       | taf                     | t                                                 | [t]               | [t]               | (tāw)              |
| 20 | Υ               | υ                | ὖ           | ὒ ψιλόν                     | ύψιλον       | upsilon                   | ipsilon                 | u (classique) ; y, v, f (moderne, selon contexte) | [y]               | [i], [v], [f]     | (wāw)              |
| 21 | Φ               | φ/ϕ              | φεῖ         | φῖ                          | φι           | phi                       | fi                      | ph (classique) ; f (moderne)                      | [pʰ]              | [f]               |                    |
| 22 | Χ               | χ                | χεῖ         | χῖ                          | χι           | khi/chi                   | chi                     | kh, ch                                            | [kʰ]              | [x], [ç]          |                    |
| 23 | Ψ               | ψ                | ψεῖ         | ψῖ                          | ψι           | psi                       | psi                     | ps                                                | [ps]              | [ps]              |                    |
| 24 | Ω               | ω                | ὦ           | ὦ μέγα                      | ωμέγα        | oméga                     | omega                   | ô, o                                              | [ɔː]              | [ɔ]               | (ʿayin)            |

### Variantes dans les graphies

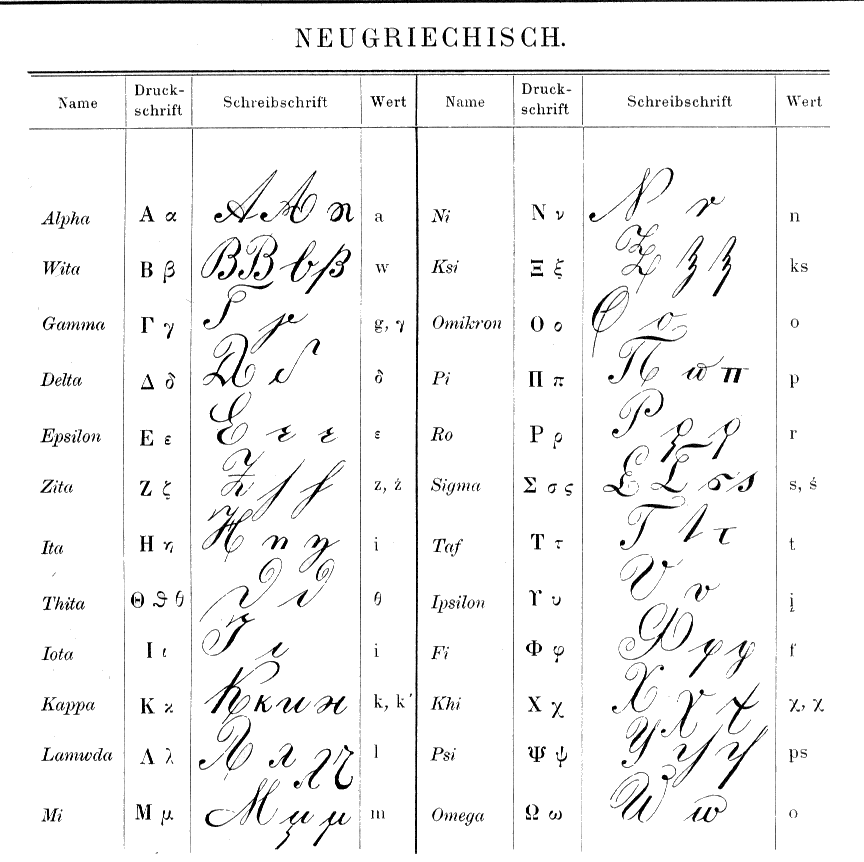
Écriture actuelle imprimée et manuscrite et prononciation moderne des noms des lettres en allemand.

Certaines lettres possèdent plusieurs graphies, la plupart héritées de l'écriture minuscule du Moyen Âge. Si leur utilisation est une question de goût, certaines de ces variantes ont toutefois reçu un codage séparé dans la norme Unicode.
- Le ‹ ϐ › est une variante[N 4] du bêta ‹ β › (Unicode : 03D0).
- L'epsilon peut être dessiné ‹ ϵ › (« epsilon lunaire », Unicode : 03F5) ou ‹ ε ›.
- Le thêta possède deux dessins : ‹ θ › ou ‹ ϑ ›, le deuxième étant fréquent dans l'écriture manuscrite (Unicode : 03D1).
- Le kappa ‹ ϰ › est une variante manuscrite du ‹ κ › (Unicode : 03F0).
- Le pi peut être écrit ‹ ϖ ›, forme archaïque de la lettre actuelle (‹ π ›) (Unicode : 03D6).
- Le rhô possède deux graphies : ‹ ρ › et ‹ ϱ › (Unicode : 03F1).
- Le sigma, dans la typographie standard du grec, possède deux variantes : ‹ σ › et ‹ ς ›. La première sert au début et au milieu des mots, la deuxième à la fin des mots. Une autre variante existe, le « sigma lunaire » (‹ ϲ ›), issue de l'écriture médiévale (Unicode : 03F2).
- Le upsilon majuscule (Υ) possède une variante graphique, ‹ ϒ › (Unicode : 03D2).
- La lettre phi peut apparaître sous deux formes différentes, ‹ φ › ou ‹ ϕ › (Unicode : 03D5).

À l'instar de ce qui s'est produit avec les caractères latins, une nouvelle écriture manuscrite a fait son apparition à côté des caractères imprimés. Certaines lettres y revêtent une forme sensiblement différente de la minuscule médiévale et donc de l'écriture typographique.

## Lettres numérales
Les lettres suivantes ne font pas partie de l'alphabet grec standard. Toutefois, elles ont été utilisées durant l'époque archaïque ou dans certains dialectes grecs. Une partie de ces lettres a survécu dans la numération grecque.
Le sampi a noté une consonne affriquée géminée, qui a ensuite évolué vers un double sigma (-σσ-), dont le son est [sː] dans la plupart des dialectes, et, en attique, [tː] (-ττ-). Sa valeur exacte est âprement discutée (on propose parfois [ts]). Son nom moderne vient probablement du grec σαν πι / san pi, « comme pi », à cause de sa ressemblance graphique avec la lettre pi (π). L'ordre des lettres entre Α et Τ suit celui de l'alphabet phénicien.
| Lettre  | Image | Nom      | Nom                | Nom             | Transcription | Prononciation                                                                 | Valeur numérique | Lettre phénicienne                                                         |
| Lettre  | Image | Français | Nom grec archaïque | Nom grec tardif | Transcription | Prononciation                                                                 | Valeur numérique | Lettre phénicienne                                                         |
| ------- | ----- | -------- | ------------------ | --------------- | ------------- | ----------------------------------------------------------------------------- | ---------------- | -------------------------------------------------------------------------- |
| Ϛ ϛ     |       | stigma   | –                  | στίγμα / stígma | st            | [st]                                                                          | 6                | Aucune. Origine médiévale de la ligature στ sous confusion avec le digamma |
| Ϙ ϙ Ϟ ϟ | ()    | koppa    | ϙόππα / kóppa      | κόππα / kóppa   | q             | [q]                                                                           | 90               | (qof)                                                                      |
| Ͳ ͳ Ϡ ϡ | ()    | sampi    | –                  | σαμπῖ / sampi   | ss            | consonne affriquée, valeur exacte débattue ([sː], [ks], [ts] sont envisagées) | 900              | origine discutée peut-être (tsadi)                                         |

## Lettres obsolètes
Le digamma a disparu de l'alphabet grec parce que le son qu'il notait, une consonne spirante labio-vélaire voisée ([w]), a disparu en ionien et dans la plupart des autres dialectes. Il est toutefois resté en usage pour le nombre six en numération grecque jusqu'à ce qu’au Moyen Âge le stigma (ϛ) le remplace dans cet usage.
| Lettre  | Image | Nom      | Nom                | Nom               | Transcription | Prononciation | Lettre phénicienne                         |
| Lettre  | Image | Français | Nom grec archaïque | Nom grec tardif   | Transcription | Prononciation | Lettre phénicienne                         |
| ------- | ----- | -------- | ------------------ | ----------------- | ------------- | ------------- | ------------------------------------------ |
| Ϝ ϝ Ͷ ͷ | ()    | digamma  | ϝαῦ / waũ          | δίγαμμα / dígamma | w             | [w]           | (wāw)                                      |
| Ͱ ͱ     |       | hêta     | ἧτα / hêta         | ήτα / êta         | h             | [h]           | (ḥēth)                                     |
| Ϻ ϻ     |       | san      | ϻάν / sán          | σάν / sán         | s             | [s]           | (tsadi) pour la position (šin) pour le nom |

## Lettres pour les autres langues
Les lettres additionnelles ont été utilisées par les chrétiens orthodoxes albanais au XIXe siècle et par les Bactriens au Ier et IIIe siècles.
| Lettre | Image | Nom français | Transcription | Prononciation | Lettre phénicienne                 |
| ------ | ----- | ------------ | ------------- | ------------- | ---------------------------------- |
| Ϳ ϳ    |       | yot          | j             | [j]           | (yōdh)                             |
| Ϸ ϸ    |       | cho          | š             | [ʃ]           | origine discutée peut-être (tsadi) |

## Ligatures
Des ligatures se rencontrent déjà à une date ancienne dans les inscriptions, joignant les lignes verticales de deux lettres successives (comme Η et Ν), afin de gagner de la place et de réduire le temps nécessaire à la gravure. D'autres, comme la ligature d'un omicron et d'un upsilon, Ȣ, ou l'abréviation en ϗ du mot καὶ (« et »), sont présentes dans les manuscrits médiévaux et continuent parfois à être utilisées dans les premiers textes imprimés, mais leur usage décroît aux XVIIe et XVIIIe siècles avant de devenir obsolète dans la typographie moderne.

## Diacritiques
Dans la typographie polytonique utilisée traditionnellement pour le grec ancien, les voyelles peuvent être accompagnées de diacritiques, qui indiquent l'accentuation et l'aspiration.

### Accents
Il existe trois accents en grec ancien :
- ´ l’accent aigu : δαίμων par exemple ;
- ` l’accent grave : καὶ par exemple) ;
- ῀ le tilde : τιμῆς par exemple.

Ils indiquent non l'intensité mais la hauteur de la voix : on parle d'accent de hauteur. Par la suite, l'accent devint simplement d'intensité.
- ¨ Le grec possède par ailleurs le tréma, qui indique un hiatus : ευρωπαϊκό en grec moderne par exemple.

### Esprits
- ῾ L’esprit rude marque l’aspiration : (ὑπέρ par exemple), qui indique une aspiration au début du mot, transcrite par un « h ».
- ᾿ L’esprit doux note l’absence d'aspiration : ἐλευθερία.

À l’initiale, accent et esprit peuvent donc se combiner sur la même voyelle : ἔστιν, ἅπαντας.
En 1982, le système d'accentuation dit « polytonique » a été simplifié, et remplacé[réf. souhaitée] par le système « monotonique », où un seul accent, droit ou aigu suivant les polices, marque la voyelle accentuée (΄) : είναι. La notation des esprits a aussi été abandonnée[réf. souhaitée] à cette date.

## Digrammes et diphtongues
Un digramme est une paire de lettres utilisées pour écrire un seul son ou une combinaison de sons qui ne correspondent pas à chacune des lettres de la séquence. L'orthographe du grec possède plusieurs digrammes, notamment plusieurs paires de voyelles, autrefois prononcées en diphtongues, qui aujourd'hui sont prononcées comme une seule lettre. Durant la période byzantine, l'usage a été pris d'écrire certains iota qu'on ne prononce pas sous la lettre précédente : ᾳ, ῃ, ῳ ; on parle « d'iota souscrit ».

## Utilisation dans d'autres langues
L'alphabet grec a avant tout servi à écrire la langue grecque. Toutefois, d'autres langues au fil des siècles se sont servies de cet alphabet.

### Exemples anciens
La plupart des alphabets d'Asie mineure, en utilisation entre 800 et 300 av. J.-C. pour écrire des langues comme le lydien ou le phrygien, sont des alphabets grecs modifiés de manière mineure. Certaines langues paléo-balkaniques, dont le Thrace. Pour les langages voisins, comme l'ancien macédonien, des mots isolés en alphabet grec ont été retrouvés, mais aucun texte continu. Des inscriptions gauloises de Narbonnaise, datant des alentours de 300 av. J.-C., sont écrites en alphabet grec.
Le texte hébreu des Hexaples d'Origène a été écrit à l'aide de lettres grecques. Une inscription en vieil ossète, datant du Xe ou du XIIe siècle, trouvée à Arkhyz, utilise des caractères grecs : c'est la plus ancienne inscription connue en ossète.

### Avec des lettres supplémentaires
Plusieurs alphabets sont à la base des alphabets grecs auxquels des lettres supplémentaires ont été ajoutées :
- L'alphabet bactrien possède une lettre supplémentaire : le cho : il a servi à écrire le bactrien sous l'Empire kouchan (65-250).
- Dans les États indo-grecs et suivant la mode bactrienne, des intellectuels bouddhistes ou proches du bouddhisme mais de culture grecque[4], ont écrit des textes en sanskrit avec l'alphabet grec hérité des Bactriens.
- L'alphabet copte utilise huit lettres en plus, dérivées du démotique égyptien. Il est toujours en usage en Égypte, pour écrire le copte, mais les lettres sont la plupart du temps écrites en onciale, ce qui les rend différentes des lettres grecques habituelles.
- L'ancien nubien de Makurie (Soudan actuel) possède trois lettres venues de l'alphabet copte, deux dérivées de l'alphabet méroïtique[N 6] et un digramme représenté par une lettre combinant deux gamma, pour le son [ŋ].

### À une époque plus récente
- Le copte utilise toujours un alphabet dérivé du grec (voir ci-dessus).
- Des chrétiens orthodoxes turcs parlent une langue turque appelée karamanlidika, écrite parfois à l'aide d'un alphabet grec.
- Le tosque (dialecte albanais), a parfois été écrit avec l'alphabet grec, à partir de 1500 environ[5]. L'imprimerie de Moscopolis a publié au XVIIIe siècle plusieurs textes albanais en utilisant l'alphabet grec. L'alphabet arvanitique est maintenant utilisé seulement en Grèce.
- Plusieurs dialectes slaves méridionaux, similaires au bulgare et au macédonien, ont été écrits en caractères grecs. Les langues slaves méridionales actuelles utilisent un alphabet cyrillique modifié.
- L'aroumain a été écrit aussi en alphabet grec. Il n'existe pas de norme pour l'écriture de l'aroumain, mais l'alphabet latin semble plus usité.
- Le gagaouze, une langue turque du nord-est des Balkans.

## Alphabets dérivés
L'alphabet grec a donné naissance à plusieurs autres alphabets :
- L'alphabet latin, par une variante occidentale de l'alphabet grec.
- L'alphabet gotique, créé durant l'Antiquité tardive pour écrire le gotique.
- L'alphabet glagolitique, qui a servi à écrire les langues slaves.
- L'alphabet cyrillique, qui a remplacé le glagolitique.

L'alphabet grec est aussi considéré comme un ancêtre possible de l'alphabet arménien, et il a également influencé l'alphabet géorgien.

## En sciences
Les caractères grecs sont souvent utilisés en sciences, tant en mathématiques, en logique, en physique et dans d'autres domaines : le sigma majuscule ({\displaystyle \Sigma }) sert par exemple à indiquer la somme en mathématiques et en physique.

## Codage

### Les différents codages
Pour l'utilisation sur des ordinateurs, plusieurs codages des caractères grecs ont été créés. Les deux principaux actuels sont ISO/CEI 8859-7 et Unicode. Le codage ISO prend uniquement en compte l'orthographe monotonique, alors qu'Unicode gère l'orthographe polytonique et monotonique.

### Alphabet grec dans Unicode
Le codage d'Unicode gère l'orthographe polytonique, la monotonique, et même plusieurs graphèmes archaïques, surtout trouvés dans l'épigraphie, voire des lettres archaïques. Grâce à l'utilisation de caractères combinés, Unicode peut également rendre les signes philologiques et dialectologiques du grec. Toutefois, le rendu graphique ne supporte pas toujours bien ces caractères combinés ; ainsi, si un alpha avec un macron et un accent aigu peut être représenté avec le codage U+03B1 U+0304 U+0301, cela ne rend pas très bien à l'écran : ᾱ́.
Il existe deux principaux blocs de caractères grecs dans Unicode : le premier est « grec et copte » (U+0370 à U+03FF) — il est basé sur ISO/CEI 8859-7, et il est suffisant pour écrire le grec moderne, et certaines lettres archaïques et symboles techniques ; le deuxième est le grec étendu, permettant d'écrire les diacritiques polytoniques (U+1F00 à U+1FFF).